# 伊斯法罕
伊斯法罕（波斯語：اصفهان，羅馬化：Esfahān，[esfæˈhɒːn] ⓘ），是在伊朗大伊斯法罕區中的重要城市。它位於首都德黑蘭以南406公里（252英里），是伊斯法罕省的首府。當地人口約為150萬，是排名在德黑蘭（715萬）和馬什哈德（230萬）之後的第三大城市。但這個城市曾是世界上最大的城市之一。
伊斯法罕位於穿越伊朗南北和東西兩條主要道路的交匯處，是個重要的城市。這個城市從公元1050年到1722年間蓬勃發展，特別是在薩法維王朝時期的16和17世紀時候，它在阿拔斯一世統治時，第二度成為波斯的首都。
即使在今日，這座城市仍保有它往日的輝煌，以波斯伊斯蘭風格建築、寬敞林蔭大道、有蓋橋樑、宮殿、鋪砌瓷磚的清真寺和宣禮塔而聞名。伊斯法罕也有許多歷史建築、紀念碑、繪畫、和文物，其繁榮甚至在大波斯圈內有「伊斯法罕半天下」（Esfahānnesf-e-jahānast）一說。現今的伊斯法罕為伊朗文化古都，城內的伊玛目广场被聯合國教育、科學及文化組織指定為世界遺產。

## 地名來源
伊斯法罕源自中古波斯語。Spahān出現在中古波斯語的印章和銘文中，包括在祆教著名祭司科提爾的銘文中，也是亞美尼亞語對這個城市的稱法（Սպահան）。現在的名稱是Ispahan的阿拉伯語形式（與中古波斯語不同，而與西班牙語類似，波斯語中並未使用如sp的初始複輔音發音方式）。
這個區域在薩珊王朝錢幣上的縮寫為GD（代表南米底，Southern Media）。在托勒密的《地理學指南》中，它的名稱為 ()，可翻譯為 “軍隊聚集地”。據信源自“軍隊”，是古波斯語的複數形式，進而發展成中古波斯語的 ()和 (，均和士兵，軍隊有關。伊斯法罕在古代的名稱還有Jey、Gey、Park、Judea等。

## 歷史
在伊斯法罕地區的人類居住歷史可追溯到舊石器時代。考古學家最近的發現中，有舊石器時代、中石器時代、新石器時代、青銅時代、和鐵器時代的工藝品。

### 青銅時代
伊斯法罕從一小塊的人類定居地，而成為日後的城市，可能是在埃蘭文明（公元前2700年至1600年）時期中逐漸發展而成。

### 瑣羅亞斯德時代
在米底王國統治下，這個商貿城市得益於扎因代河兩岸（地區被稱為Aspandana或Ispandana）的肥沃土壤，開始展露出定居形態的都市化跡象，穩步發展成為一個稍具規模的區域中心。

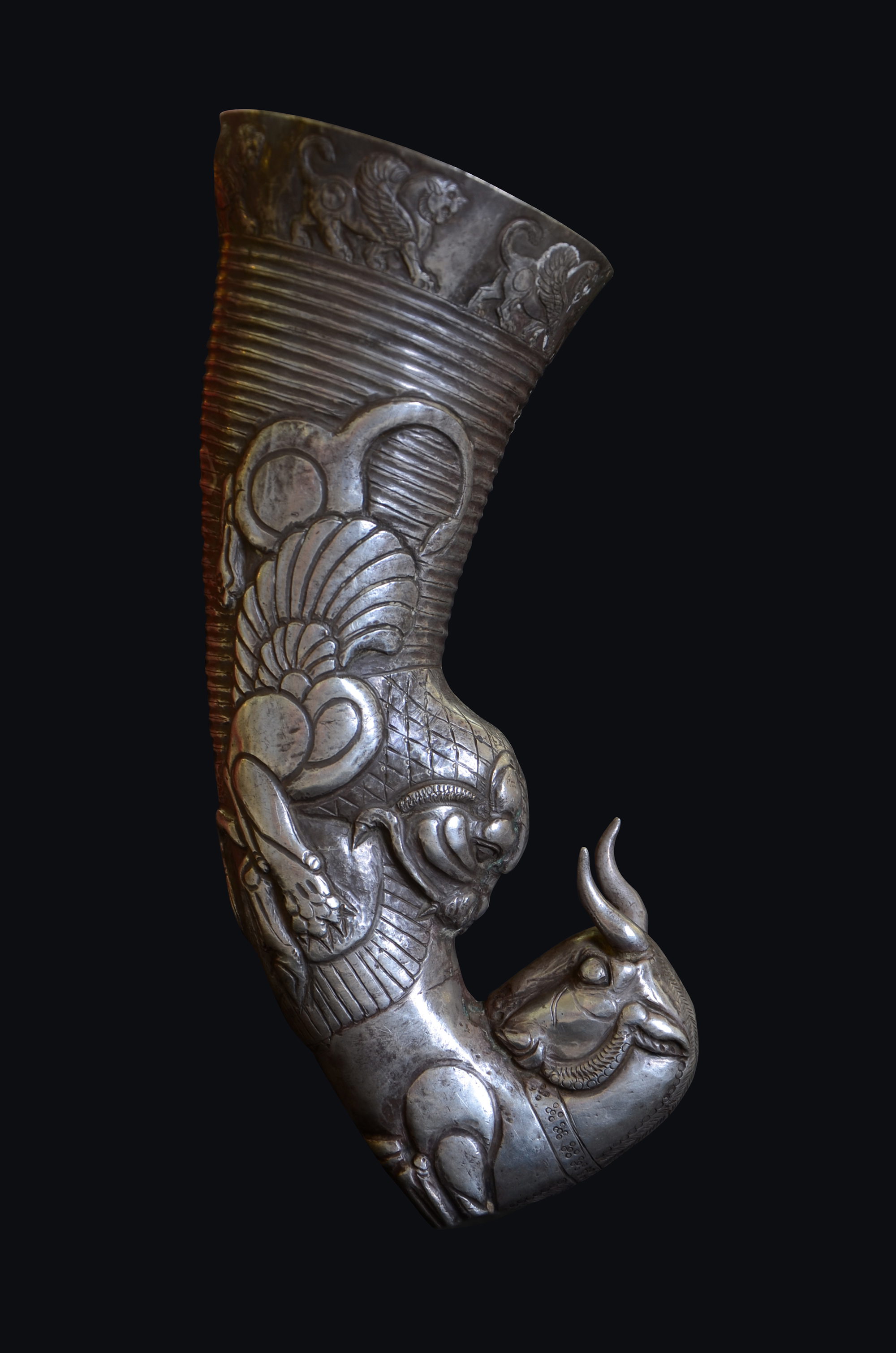
在伊斯法罕購物中心的博物館內展出的古代工藝品。

居魯士大帝（約公元前559年-529年）把波斯和米底地區統一而成阿契美尼德王朝（公元前648年-330年）之後，在伊斯法罕城市中的宗教和種族多樣化，是統治者具有宗教寬容精神的典範。居魯士大帝擊敗新巴比倫王國之後，於公元前538年頒布法令，宣布在巴比倫的猶太人可返回耶路撒冷（見以斯拉記第1章）。現在看來，其中有些猶太人是遷移到伊斯法罕定居，而非返回耶路撒冷。十世紀的波斯歷史學家伊本·法齊赫寫道：
當尼布甲尼撒征服猶太王國和耶路撒冷時，自耶路撒冷流亡出來的猶太人，他們隨身攜帶耶路撒冷的水和土壤的樣本。他們在任何地方或城市定居之前，都會檢查當地的水和土壤。他們到達伊斯法罕時，在那裡休息一陣子，檢查當地的水和土壤，發現都與耶路撒冷的類似。於是他們在這裡定居、耕種、撫養子孫，這個定居點在今日的名字叫Yahudia。
安息帝國（公元前250年-公元226年）仍維持阿契美尼德王朝宗教寬容的傳統，也引用由亞歷山大大帝帶來的希臘文化維度以及政治組織。安息帝國的統治者以伊斯法罕為中心，治理全國，這個城市因身為首都而加速發展。
在安息帝國之後統治波斯的帝國是薩珊王朝（公元226年-652年），他們為帝國治理而做出重大變革，並徹底改革農業，把伊朗文化和瑣羅亞斯德教（祆教）復興。當時的城市和地區都被稱為Aspahan(或Spahan)。城市由一個名為“埃斯波羅蘭”（Espoohrans）的團體所統治，團體成員由七個貴族和重要的伊朗王室成員組成。由一些在伊斯法罕仍存在的的橋樑基礎顯示，當時的帝國統治者喜歡從事雄心勃勃的城市建設項目。
在此期間，伊斯法罕在政治上的重要性降低，但許多王朝的王儲在這座城市學習治國之道，而它的軍事功能迅速發展。伊斯法罕位於通往蘇薩和波斯波利斯古代道路交匯處的戰略位置，使其成為容納常備軍，可隨時向君士坦丁堡進軍的理想地點。“Aspahan”和“Spahan”名稱源自巴列維語（即中古波斯語），意為“軍隊所在地”。
雖然已有許多有關伊斯法罕起源的理論被提及，但實際上在薩珊王朝統治之前（公元224年-651年），世人對其知之甚少。歷史事實顯示，在4世紀末期和5世紀初，薩珊王朝統治者伊嗣俟一世（在位期間，399年-420年）的猶太裔配偶舒珊杜赫特皇后在Yahudiyyeh（也稱Yahudiya）建立一個猶太人定居地，這個定居地位於瑣羅亞斯德教城市Gabae西北3公里處（這城市被阿契美尼德人和安息帝國人稱為Gabae；薩珊人稱為Gabai，縮寫為Gay（阿拉伯語的“Jay”））, Gabae位於Zayanderudb河的北岸。伊斯蘭征服伊朗後，Gay（Jay）的人口逐漸減少，而同一時期Yahudiyyeh及其郊區的人口逐漸增加，導致這個地區後來成為伊斯法罕城市的核心，“Aspadana”，“Ispadana”，“Spahan” 和 “Sepahan” 的稱法全部源自伊斯法罕（Isfahan），是指城市所在的地區。
伊斯法罕和Gay在城市上都是圓形的設計，這是安息帝國時代和薩珊王朝時代城市的特徵。但這座傳說中薩珊王朝的圓形城市遺址尚未被發掘出來。

### 早期伊斯蘭
當阿拉伯人於642年佔領伊斯法罕時，他們將此地作為吉卜勒省（“山區”）的首府，這個省涵蓋古代埃蘭大部分的土地。當阿拔斯王朝在10世紀衰落時，波斯白益王朝崛起，並統治伊朗大部分地區，伊斯法罕在白益王朝統治期間繁榮昌盛。土耳其塞爾柱王朝的創始人圖赫里勒·貝格在11世紀中葉也把伊斯法罕設為首都。但是在他的孫子馬立克沙一世（約1073年-1092年）的統治時期，這座城市才更發展壯大。
塞爾柱王朝在約1200年覆亡後，伊斯法罕暫時衰落，並被大不里士和加茲溫等城市所取代。伊本·白圖泰在1327年訪問這個城市時指出：“伊斯法罕曾是最大，最美麗的城市，但現在大部分地方都呈廢墟狀態。” 
公元1387年，伊斯法罕向突厥化蒙古軍閥帖木兒投降。一開始帖木兒給予這個城市相對仁慈的對待，但當地人因為抗拒帖木兒的懲罰性稅收，而殺死帖木兒的收稅人和一些士兵，帖木兒下令屠城作為報復，據報導，有70,000人受到殺害。一名目擊者看到被斬首級堆疊而成的塔（每座塔大約由1,500個首級構成），塔數超過28座。

### 黃金時代

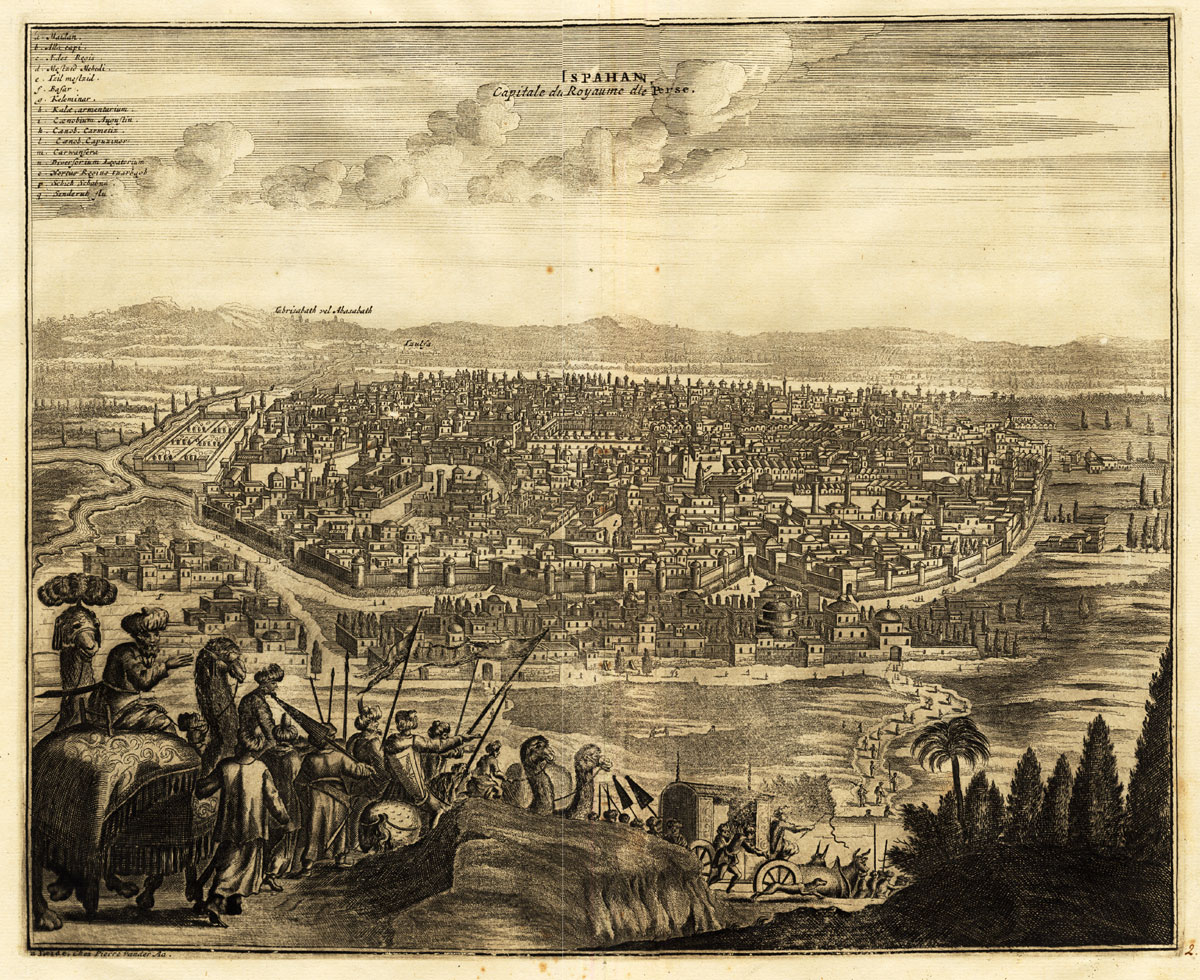
伊斯法罕，波斯王朝的首都。
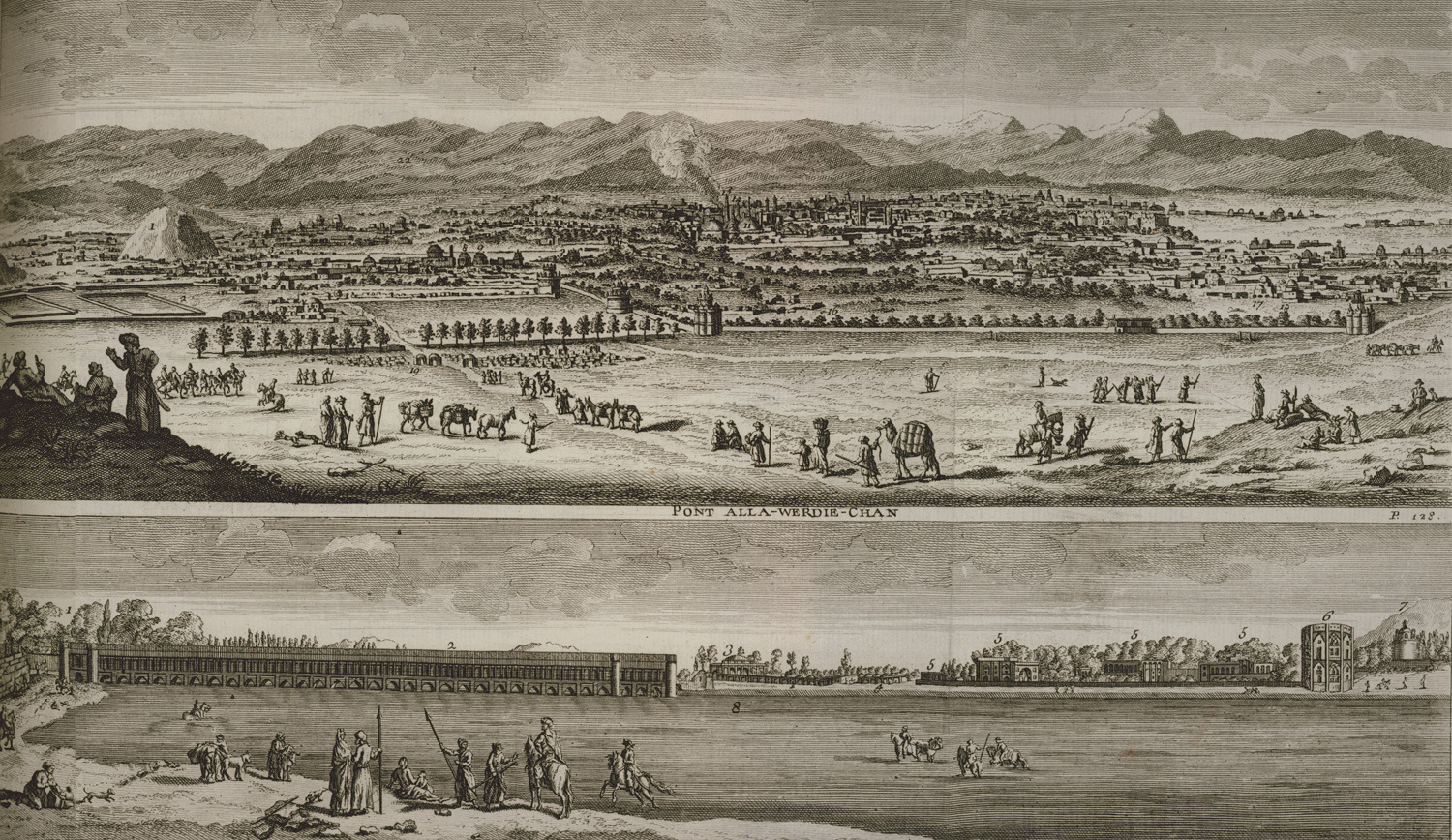
1714年出版的“黎凡特之旅”關於伊斯法罕的插畫[15]。
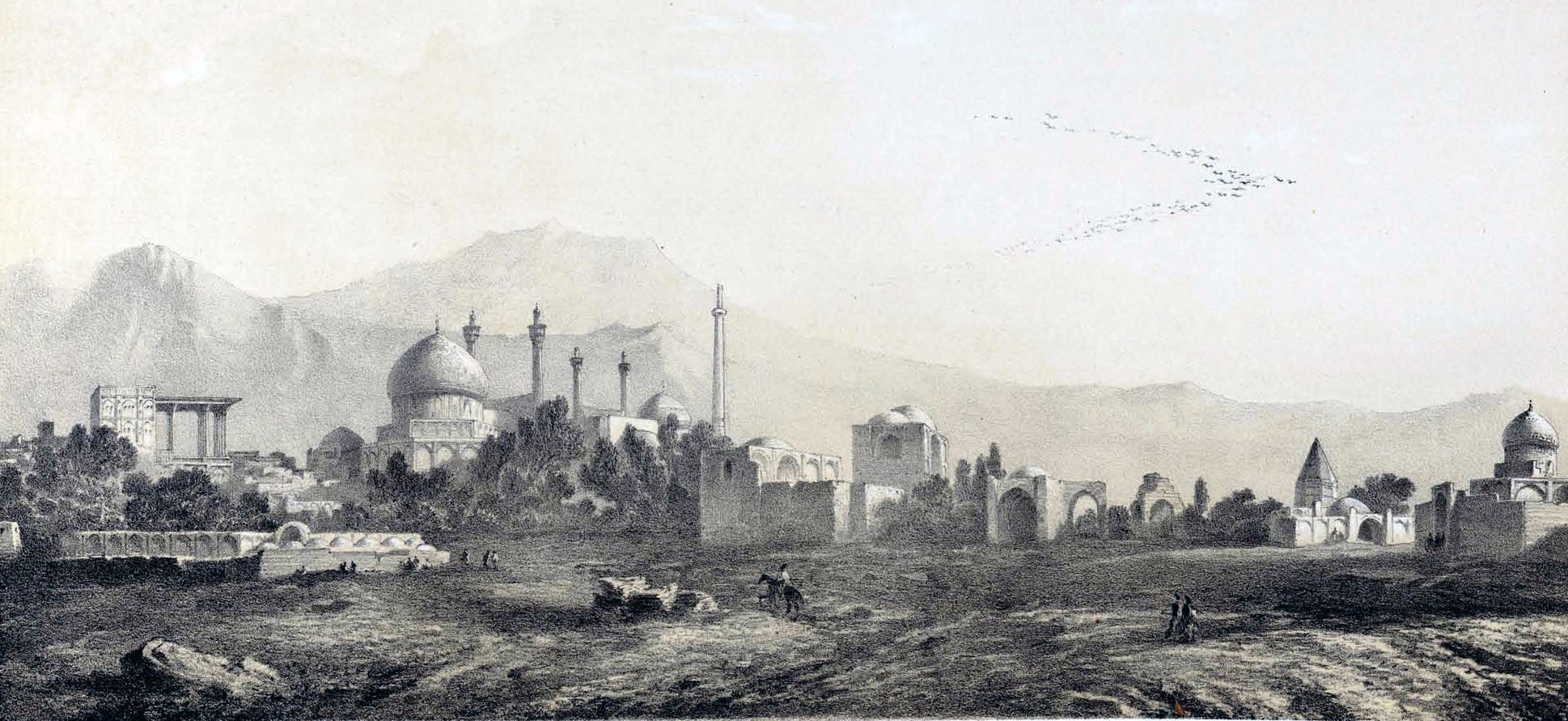
19世紀，由讓-巴蒂斯特·歐仁·拿破崙·弗朗丹（英语：Eugène Flandin）繪製的歷史畫作，伊斯法罕城南。
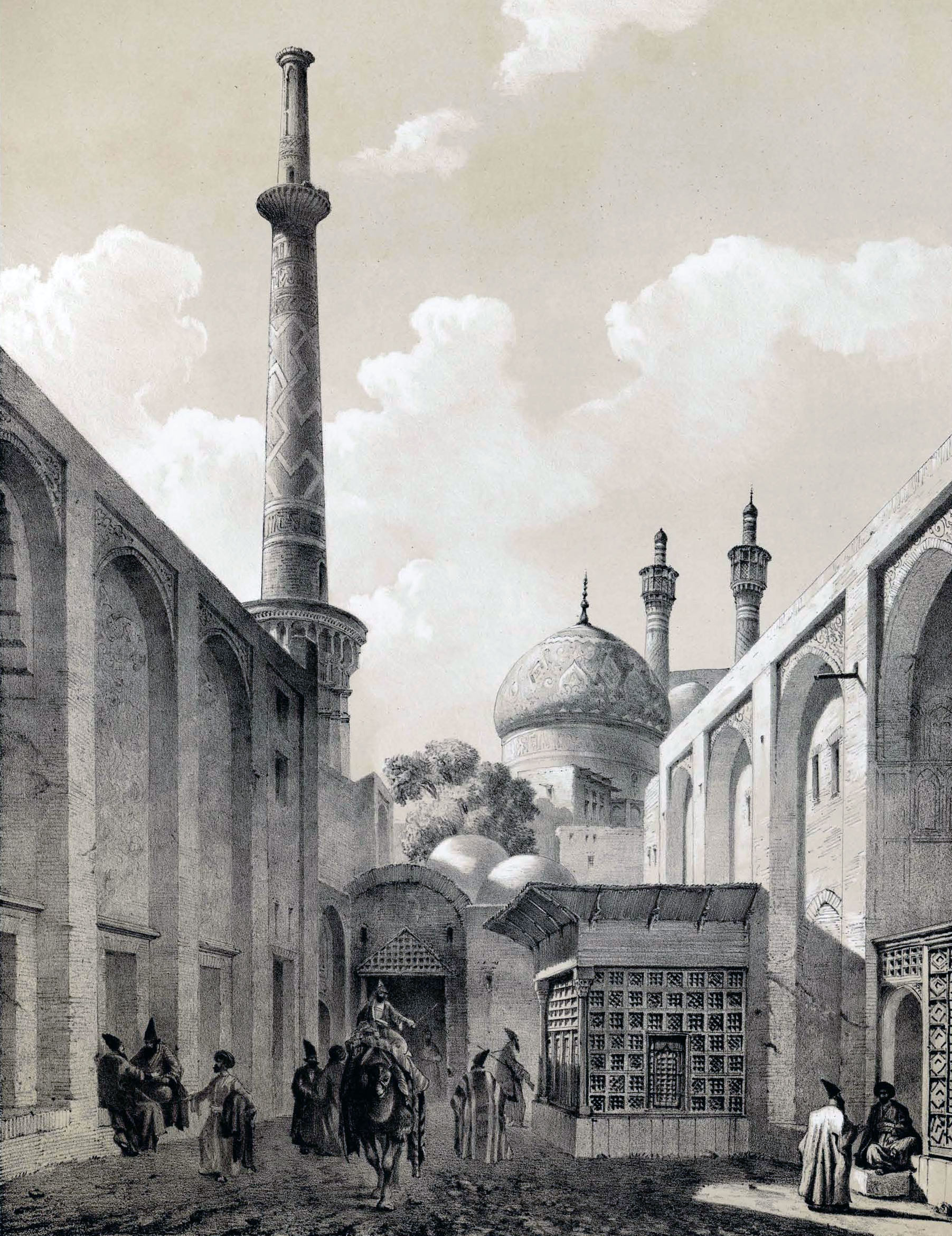
弗朗丹另一作品，在伊斯法罕的宣禮塔（1840年）。
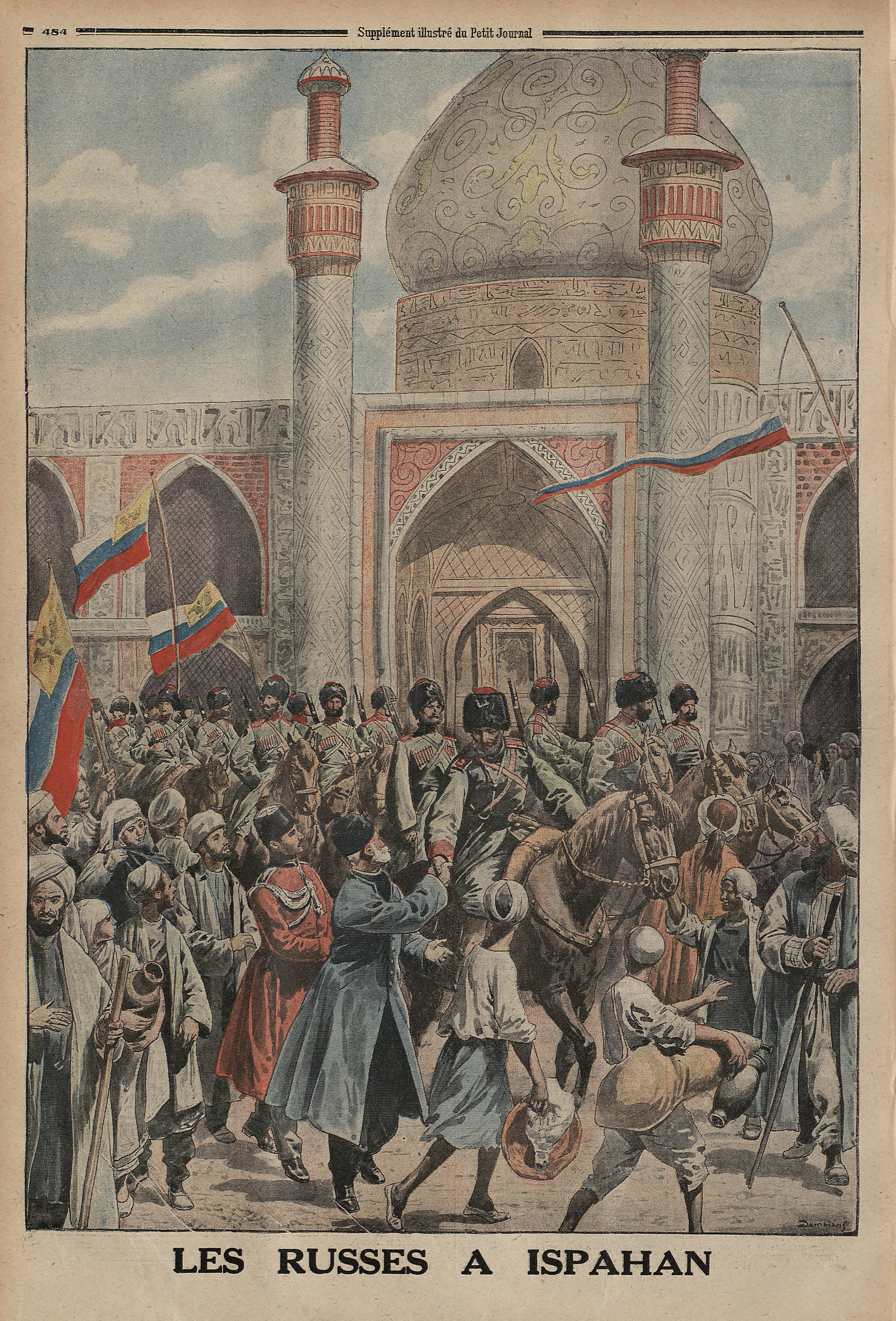
1890年代進入伊斯法罕的帝俄軍隊

在薩法維王朝時期（1501年-1736年）這個城市又重新回復其重要性。黃金時代始於1598年，當時統治者阿拔斯一世（在位期間，1588年-1629年）把伊斯法罕作為首都，並將它重建為17世紀時世界上最大，最美麗的城市之一。1598年，阿拔斯一世因為伊斯法罕較不易受到鄂圖曼帝國的威脅，而把首都從加茲溫遷移到這個更位居中部的城市，將其命名為Ispahān（波斯語）。這個新的地位為這座城市帶來黃金時代，建築工藝和波斯文化蓬勃發展。
在16世紀和17世紀，阿拔斯和其他薩法維王朝統治者允許數以千計曾被驅逐出境的高加索人和高加索人移民大規模移入，在這座城市定居。因此，現在這座城市有喬治亞人、切爾克西亞人、和達吉斯坦人後裔群聚的飛地。在公元1684年-1685年居住於波斯的恩格尔贝特·肯普弗估計，這類人的數目有20,000人。
在薩法維王朝時代，這個城市還包含一個非常大的亞美尼亞社區。阿拔斯一世從其帝國內部強迫人民遷移，他把300,000亞美尼亞人從不穩定的薩非帝國-鄂斯曼帝國邊界附近，主要是非常富有的亞美尼亞小鎮朱法（也稱為舊朱法 (Old Julfa)），重新安置到位於伊朗內陸的伊斯法罕。為這些來自舊朱法亞美尼亞人建立的新區被稱為為新朱法。到今日，伊斯法罕的新朱法地區仍是亞美尼亞人後裔分佈稠密的地區，亞美尼亞教堂和商店林立，凡克主教座堂的建築風格以擁有亞美尼亞基督教和伊朗伊斯蘭教元素的結合而著稱。它仍然是世界上最古老，最大的亞美尼亞族裔居住地區之一。
阿拔斯一世與他屬國-喬治亞人君主格魯吉亞科赫蒂達成協議，後者受薩法維王朝統治，並擔任這個地區的wāli（總督），他的兒子終身擔任伊斯法罕的dāruḡa（“知府”），格魯吉亞科赫蒂皈依伊斯蘭教。有一群士兵做他的隨扈，其中一些是格魯吉亞正教會信徒。伊斯法罕的朝廷裡面有許多信奉格魯吉亞正教會的ḡolāms（軍事奴隸）以及婦女。這些人講波斯語和突厥語，但他們的母語是格魯吉亞語。在阿拔斯一世統治期間，伊斯法罕在歐洲相當有名氣，許多歐洲旅行者，包括讓·查丁（Jean Chardin），留下他們來這個城市旅行的記錄。這種繁榮一直持續到1722年，在薩非王朝勢力明顯衰落時期，城市被來自阿富汗的入侵者洗劫一空。

### 近代
此後，伊斯法罕的重要性下降，最終在阿夫沙爾王朝和桑德王朝時期分別把首都遷至馬什哈德和設拉子，直到1775年，卡扎爾王朝的創始人阿迦·穆罕默德汗把國都遷至德黑蘭。
在19世紀初期，人們開始努力維護一些伊斯法罕具有考古意義的重要建築。這項維護工作由穆罕默德·侯賽因·汗在法特赫-阿里沙·卡扎爾統治期間展開。

### 現代

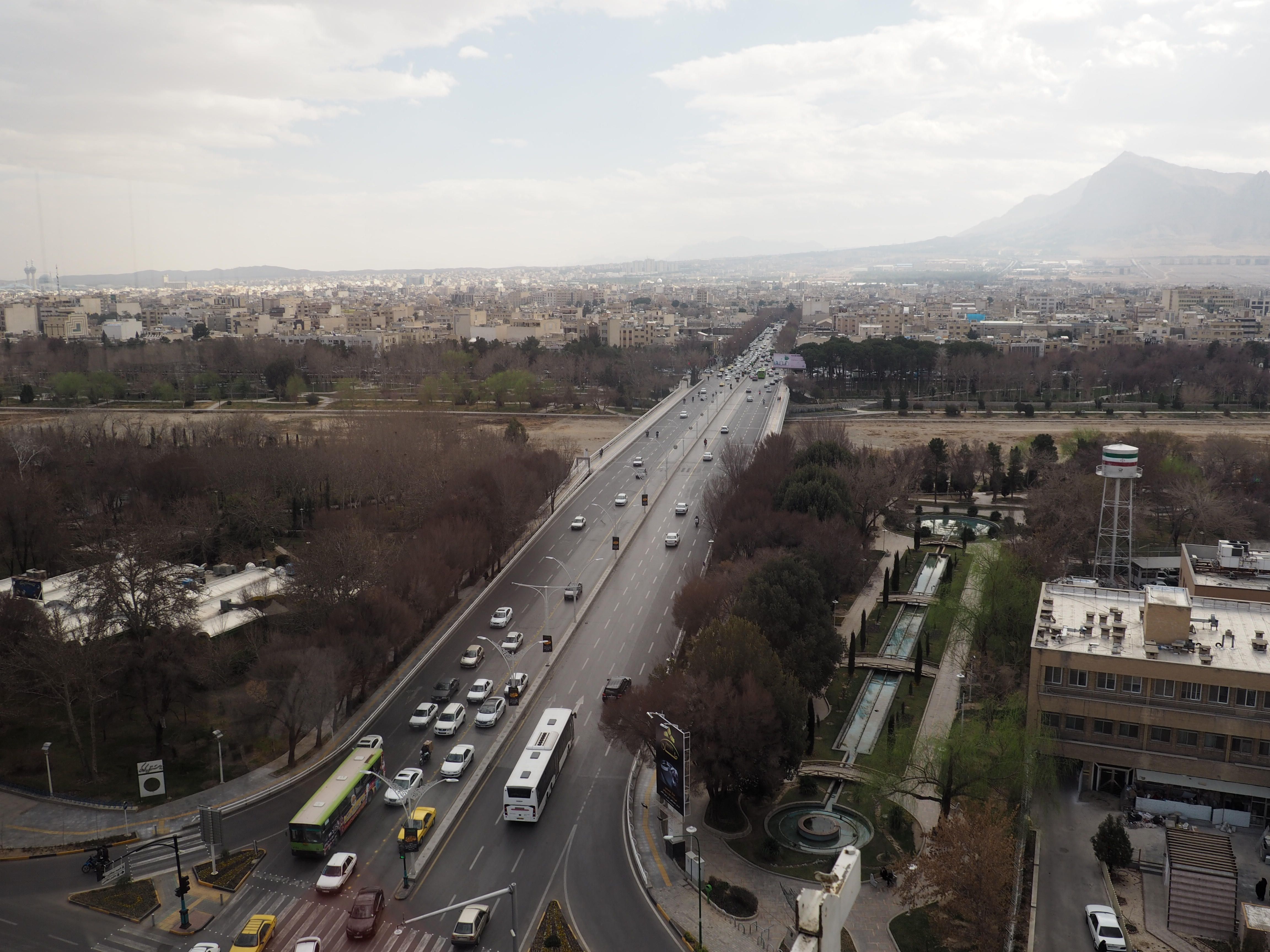
從空中俯瞰當地街道
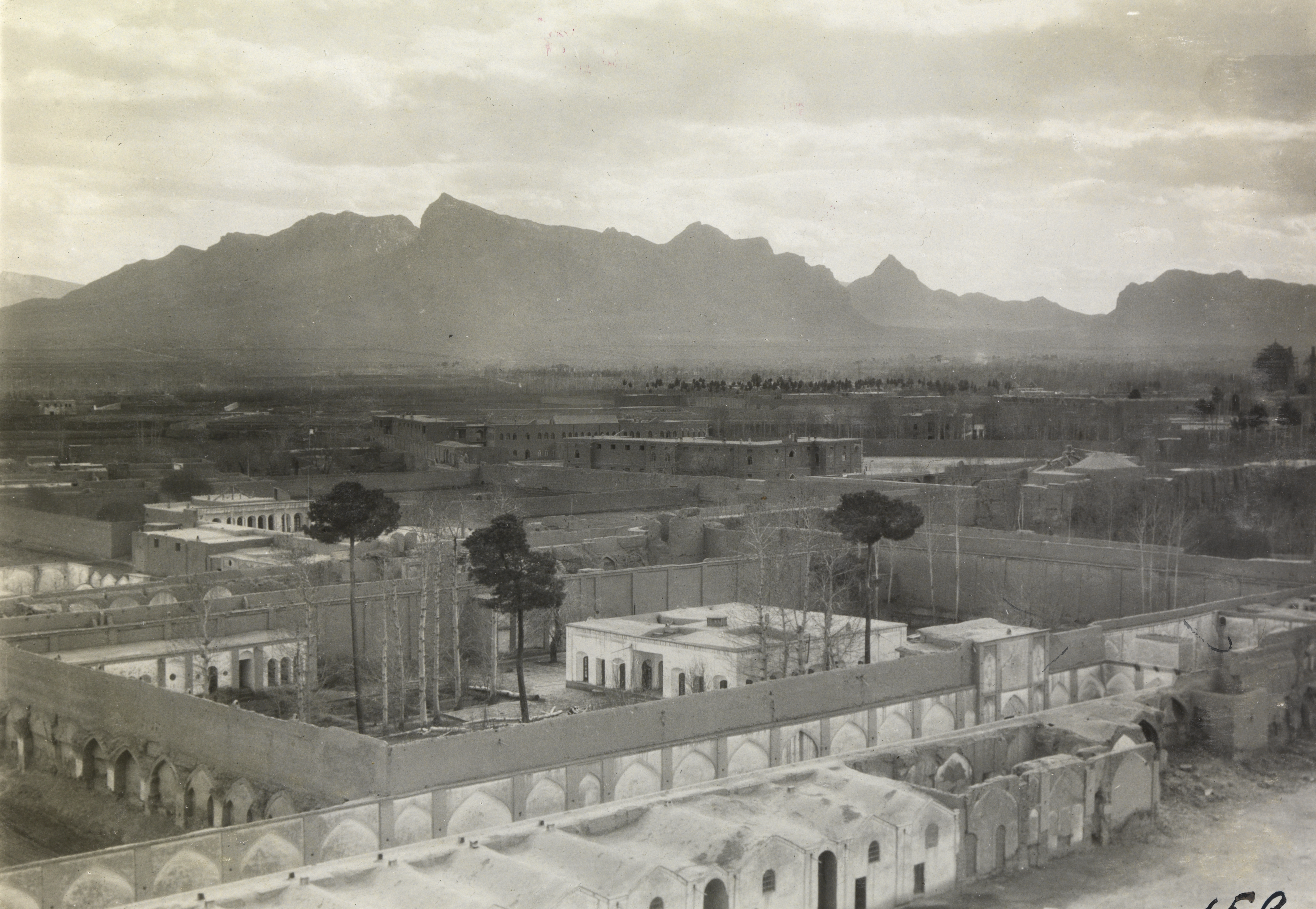
伊斯法罕，1924年
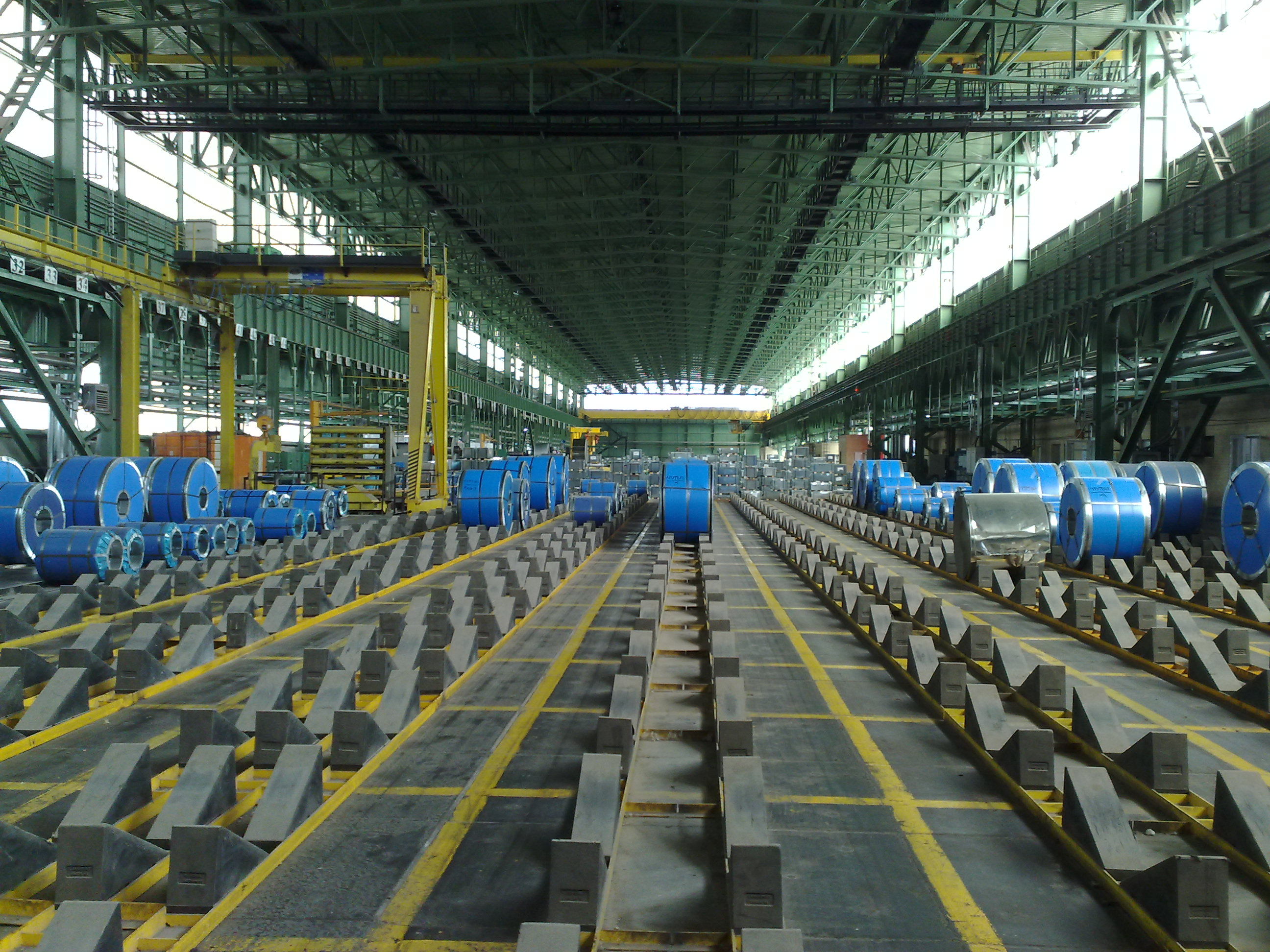
穆巴拉克钢铁公司（英语：Mobarakeh Steel Company）的工廠
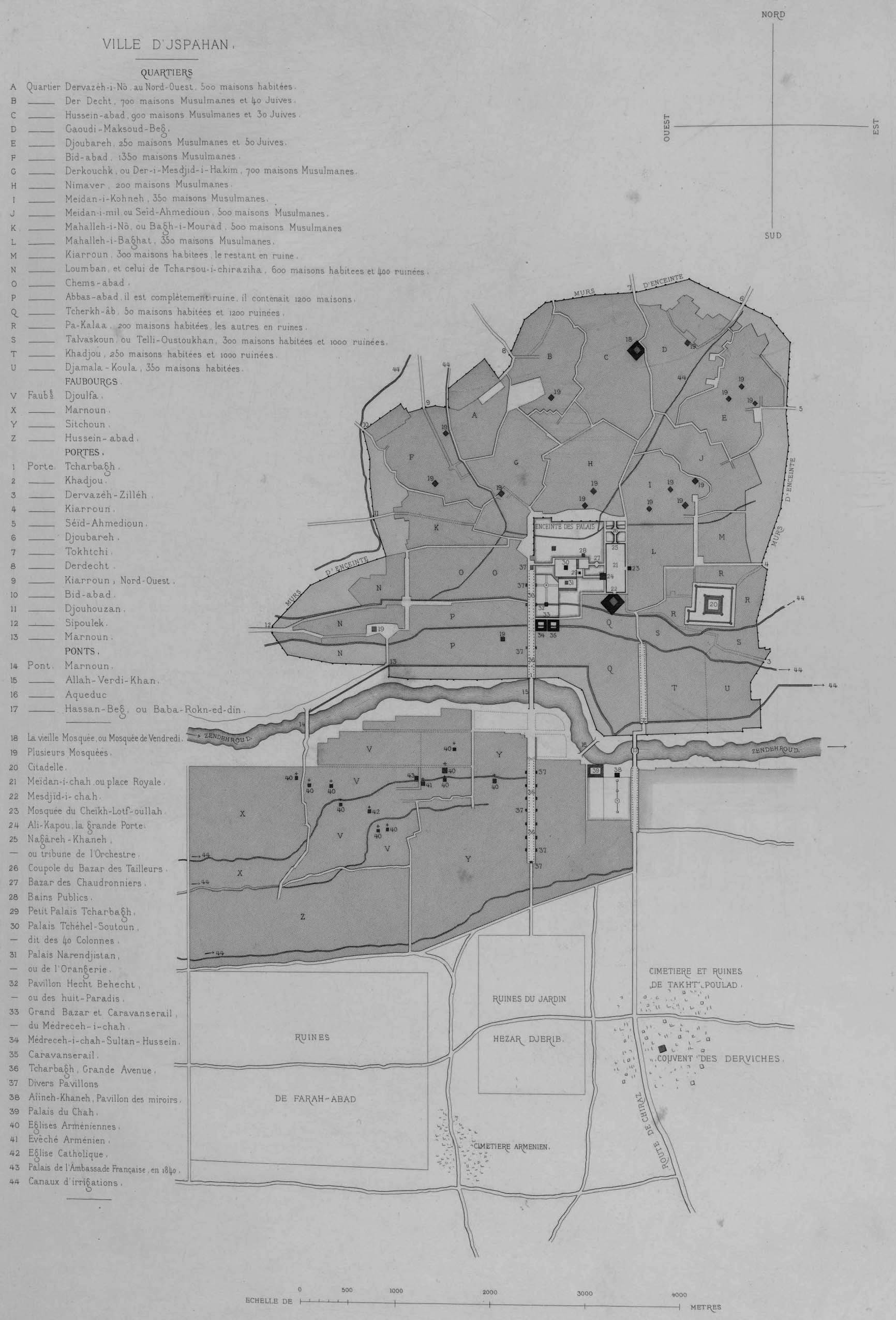
伊斯法罕一般地圖，1867年

在20世紀，伊斯法罕有大量人口從伊朗南部遷移來此，首先是在世紀初的人口遷移期間，然後是在兩伊戰爭爆發後的1980年代。
今日，伊斯法罕是優質地毯、紡織品、鋼鐵、手工藝品、以及包括蜜餞在內傳統食品的生產地。在城市涵蓋的範圍內有核反應堆以及生產核燃料的設施。伊斯法罕擁有這一帶最大的鋼鐵生產設施，以及特殊合金生產設施。穆巴拉克钢铁公司是整個中東和北非地區最大的鋼鐵生產公司，也是世界上最大的直接還原鐵 (也稱海綿鐵)的生產者。伊斯法罕鋼鐵是伊朗首家建築鋼材製造商，到今日仍然是伊朗最大的建築鋼材公司。
這個城市有國際機場（伊斯法罕國際機場）和地鐵路線。
城外有大型煉油廠和大型空軍基地。伊朗飛機製造工業公司是伊朗最先進的飛機製造廠，位於城市外緣。伊斯法罕也在吸引國際投資，伊斯法罕於2007年主辦過國際物理奧林匹克競賽。2020年有伊朗-卡達聯合經濟會議在此舉行。

## 氣候
伊斯法罕位於扎格羅斯山脈東側，高度為海拔1,590米（5,217英尺），屬於沙漠氣候（柯本氣候分類法中的BWk類型）。在伊斯法罕以北90公里（56英里）之內，沒地形障礙，因此有涼風從北方吹來。當地的海拔雖然高，但在夏季仍然很熱，最高溫度通常在35°C（95°F）左右。但由於夜間濕度低，溫度適中，氣候宜人。在冬季，白天涼爽，夜間則很冷。每個冬天平均降雪7.8天。扎因代河發源自扎格羅斯山脈，從西部流經城市中心，再流入加烏胡尼鹽沼濕地後消散。因為橄欖樹不會消耗太多水分，在城市內種植屬經濟上可行的做法。
| 伊斯法罕 (1961年–1990年, 包含在1951年–2010年間極端記錄) | 伊斯法罕 (1961年–1990年, 包含在1951年–2010年間極端記錄) | 伊斯法罕 (1961年–1990年, 包含在1951年–2010年間極端記錄) | 伊斯法罕 (1961年–1990年, 包含在1951年–2010年間極端記錄) | 伊斯法罕 (1961年–1990年, 包含在1951年–2010年間極端記錄) | 伊斯法罕 (1961年–1990年, 包含在1951年–2010年間極端記錄) | 伊斯法罕 (1961年–1990年, 包含在1951年–2010年間極端記錄) | 伊斯法罕 (1961年–1990年, 包含在1951年–2010年間極端記錄) | 伊斯法罕 (1961年–1990年, 包含在1951年–2010年間極端記錄) | 伊斯法罕 (1961年–1990年, 包含在1951年–2010年間極端記錄) | 伊斯法罕 (1961年–1990年, 包含在1951年–2010年間極端記錄) | 伊斯法罕 (1961年–1990年, 包含在1951年–2010年間極端記錄) | 伊斯法罕 (1961年–1990年, 包含在1951年–2010年間極端記錄) | 伊斯法罕 (1961年–1990年, 包含在1951年–2010年間極端記錄) |
| 月份                                                    | 1月                                                     | 2月                                                     | 3月                                                     | 4月                                                     | 5月                                                     | 6月                                                     | 7月                                                     | 8月                                                     | 9月                                                     | 10月                                                    | 11月                                                    | 12月                                                    | 全年                                                    |
| ------------------------------------------------------- | ------------------------------------------------------- | ------------------------------------------------------- | ------------------------------------------------------- | ------------------------------------------------------- | ------------------------------------------------------- | ------------------------------------------------------- | ------------------------------------------------------- | ------------------------------------------------------- | ------------------------------------------------------- | ------------------------------------------------------- | ------------------------------------------------------- | ------------------------------------------------------- | ------------------------------------------------------- |
| 历史最高温 °C（°F）                                     | 20.4 (68.7)                                             | 23.4 (74.1)                                             | 29.0 (84.2)                                             | 32.0 (89.6)                                             | 37.6 (99.7)                                             | 41.0 (105.8)                                            | 43.0 (109.4)                                            | 42.0 (107.6)                                            | 39.0 (102.2)                                            | 33.2 (91.8)                                             | 26.8 (80.2)                                             | 21.2 (70.2)                                             | 43.0 (109.4)                                            |
| 平均高温 °C（°F）                                       | 8.8 (47.8)                                              | 11.9 (53.4)                                             | 16.8 (62.2)                                             | 22.0 (71.6)                                             | 28.0 (82.4)                                             | 34.1 (93.4)                                             | 36.4 (97.5)                                             | 35.1 (95.2)                                             | 31.2 (88.2)                                             | 24.4 (75.9)                                             | 16.9 (62.4)                                             | 10.8 (51.4)                                             | 23.0 (73.4)                                             |
| 日均气温 °C（°F）                                       | 2.7 (36.9)                                              | 5.5 (41.9)                                              | 10.4 (50.7)                                             | 15.7 (60.3)                                             | 21.3 (70.3)                                             | 27.1 (80.8)                                             | 29.4 (84.9)                                             | 27.9 (82.2)                                             | 23.5 (74.3)                                             | 16.9 (62.4)                                             | 9.9 (49.8)                                              | 4.4 (39.9)                                              | 16.2 (61.2)                                             |
| 平均低温 °C（°F）                                       | −2.4 (27.7)                                             | −0.2 (31.6)                                             | 4.5 (40.1)                                              | 9.4 (48.9)                                              | 14.2 (57.6)                                             | 19.1 (66.4)                                             | 21.5 (70.7)                                             | 19.8 (67.6)                                             | 15.1 (59.2)                                             | 9.3 (48.7)                                              | 3.6 (38.5)                                              | −0.9 (30.4)                                             | 9.4 (48.9)                                              |
| 历史最低温 °C（°F）                                     | −19.4 (−2.9)                                            | −12.2 (10.0)                                            | −8 (18)                                                 | −4 (25)                                                 | 4.5 (40.1)                                              | 10.0 (50.0)                                             | 13.0 (55.4)                                             | 11.0 (51.8)                                             | 5.0 (41.0)                                              | 0.0 (32.0)                                              | −8 (18)                                                 | −13 (9)                                                 | −19.4 (−2.9)                                            |
| 平均降水量 mm（）                                       | 17.1 (0.67)                                             | 14.1 (0.56)                                             | 18.2 (0.72)                                             | 19.2 (0.76)                                             | 8.8 (0.35)                                              | 0.6 (0.02)                                              | 0.7 (0.03)                                              | 0.2 (0.01)                                              | 0.0 (0.0)                                               | 4.1 (0.16)                                              | 9.9 (0.39)                                              | 19.6 (0.77)                                             | 112.5 (4.43)                                            |
| 平均降水天数（≥ 1.0 mm）                                | 4.0                                                     | 2.9                                                     | 3.8                                                     | 3.5                                                     | 2.0                                                     | 0.2                                                     | 0.3                                                     | 0.1                                                     | 0.0                                                     | 0.8                                                     | 2.2                                                     | 3.7                                                     | 23.5                                                    |
| 平均降雪天数                                            | 3.2                                                     | 1.7                                                     | 0.7                                                     | 0.1                                                     | 0.0                                                     | 0.0                                                     | 0.0                                                     | 0.0                                                     | 0.0                                                     | 0.0                                                     | 0.2                                                     | 1.9                                                     | 7.8                                                     |
| 平均相對濕度（％）                                      | 60                                                      | 51                                                      | 43                                                      | 39                                                      | 33                                                      | 23                                                      | 23                                                      | 24                                                      | 26                                                      | 36                                                      | 48                                                      | 57                                                      | 39                                                      |
| 月均日照時數                                            | 205.3                                                   | 213.3                                                   | 242.1                                                   | 244.5                                                   | 301.3                                                   | 345.4                                                   | 347.6                                                   | 331.2                                                   | 311.6                                                   | 276.5                                                   | 226.1                                                   | 207.6                                                   | 3,252.5                                                 |
| 来源1：美國國家海洋暨大氣總署                           |                                                         |                                                         |                                                         |                                                         |                                                         |                                                         |                                                         |                                                         |                                                         |                                                         |                                                         |                                                         |                                                         |
| 来源2：伊朗氣象局 (記錄)                                |                                                         |                                                         |                                                         |                                                         |                                                         |                                                         |                                                         |                                                         |                                                         |                                                         |                                                         |                                                         |                                                         |

## 名勝
- 伊玛目广场
- 伊玛目清真寺
- 希克斯罗图福拉清真寺
- 阿里卡普宫
- 四十柱宮
- 三十三孔桥
- 伊斯法罕聚礼清真寺（礼拜五清真寺）
- 凡克主教座堂

## 友好城市
- 中华人民共和国西安市
- 马来西亚吉隆坡